# Paul Joseph de Perrien
Paul Joseph de Perrien est un homme politique français né le 12 mai 1827 à Hennebont (Morbihan) et mort le 27 novembre 1889 à Paris.

## Biographie
Fils de Charles Louis de Perrien, propriétaire foncier, maire de Landévant et conseiller général du canton de Pluvigner, il est député, monarchiste, du Morbihan de 1876 à 1881.

## Sources
- « Paul Joseph de Perrien », dans Adolphe Robert et Gaston Cougny, Dictionnaire des parlementaires français, Edgar Bourloton, 1889-1891 [détail de l’édition]